# 契卡洛瓦
47°36′48″N 36°31′21″E / 47.61333°N 36.52250°E
契卡洛瓦（烏克蘭語：Чкалова）是位於烏克蘭東南部的村莊，由扎波羅熱州波洛希區的費多里夫卡市鎮負責管轄。該村始建於1776年，面積0.91平方公里，海拔高度156米，2001年人口73，人口密度每平方公里80.1人。
2024年9月19日，乌克兰最高拉达将此村的名字改为梅雷日内（烏克蘭語：Мережне）。